# Andreas Herrmann (Schauspieler, 1953)
Andreas Herrmann (* 1953 in Annaberg-Buchholz) ist ein deutscher Schauspieler.

## Leben
Als Jugendlicher sang Andreas Herrmann im Dresdner Kreuzchor. Von 1973 bis 1977 studierte er Schauspiel an der Theaterhochschule „Hans Otto“ Leipzig.
Zwischen 1977 und 1979 war er festes Ensemblemitglied in Stralsund. Daraufhin folgte ein 10-jähriges Engagement in Karl-Marx-Stadt (Intendanz: Hartwig Albiro). Von 1998 bis 1991 war er am Volkstheater Rostock unter Vertrag, anschließend stand er bei den Freien Kammerspielen Magdeburg auf der Bühne. Es folgten 10 Jahre am Theater Bremen (1994 – 2004; Intendanz: Klaus Pierwoß). Zwischen 2004 und 2009 war er am Hans-Otto-Theater Potsdam (Intendanz: Uwe Eric Laufenberg) tätig. Es folgte eine Zeit als freischaffender Schauspieler, in der er u. a. Gast am Theater Aachen war. Zwischen 2013 und 2019 war Herrmann am Schauspiel Leipzig unter der Intendanz von Enrico Lübbe engagiert. In Leipzig arbeitete er mit Regisseuren wie Enrico Lübbe, Nuran David Calis, Gordon Kämmerer, Mateja Koležnik, Philipp Preuss, Michael Talke und Georg Schmiedleitner. Nach 42 Berufsjahren war dies seine letzte Zeit als festes Ensemblemitglied an einem Theater. Weitere Regisseure, mit denen er in seiner gesamten Theaterlaufbahn zusammenarbeitete, waren Frank Castorf, Manfred Karge, Konstanze Lauterbach, Thomas Bischoff, Ludger Engels und Bernadette Sonnenbichler.
Eine prägende Rolle für Herrmann war Mr. Peachum in Bertolt Brechts Die Dreigroschenoper, den er zwischen 1996 und 2008 am Theater Bremen (Regie: Andrej Woron) spielte. Anschließend spielte er die Rolle am Hans-Otto-Theater Potsdam, ab 2008 am Theater Aachen (Regie: Deborah Epstein) und zwischen 2013 und 2016 am Schauspiel Leipzig (Regie: Philip Tiedemann). Weitere wichtige Rollen waren Mephistopheles aus Johann Wolfgang von Goethes Faust. Eine Tragödie, Molières Don Juan, Georg Büchners Woyzeck und Bertolt Brechts Arturo Ui.
Neben seiner Arbeit auf der Bühne wirkte Herrmann auch bei Hörspielen, Filmen und Fernsehproduktionen mit. So spielte er beispielsweise kleinere Rollen in Fernsehserien wie Bella Block, Adelheid und ihre Mörder, Der Ermittler und Doppelter Einsatz.
Herrmann war als Gastdozent an der Hochschule für Musik und Theater Rostock tätig.

## Hörspiele (Auswahl)
- 1998: Mechthild Müser: Ich hab’ Nena gehört – Die Geschichte von Ayhan Ulus (Sprecher) – Regie: Holger Rink (Original-Hörspiel – RB/Holger Rink)

- 2001: Irina Liebmann: Das Lied vom Hackeschen Markt (Homepagephilosoph) – Regie: Christiane Ohaus (Originalhörspiel – RB/Holger Rink/SFB/ORB)
- 2002: Heinz Rühmann, N. N.: „Sehr verehrter Heinz Rühmann ...“ Zum 100. Geburtstag von Heinz Rühmann – Regie: Gottfried von Einem (Hörspielbearbeitung, Kurzhörspiel, Porträt – RB)
- 2002: Ingeborg Bachmann, Italo Calvino, René Descartes, Howardd Phillips Lovecraft, Florian Rötzer, Paul Virilio: D.A.V.E. (Digital Amplified Video Engine) – Bearbeitung und Regie: Christiane Ohaus, Klaus Obermaier (Ars acustica – SR/RB/Deutschlandradio)
- 2008: Holger Janssen: De Reis mit den fleegen Hollänner. Niederdeutsches Hörspiel (Richard Wagner) – Regie: Bernd Reiner Krieger (Originalhörspiel, Mundarthörspiel – RB/NDR/Nordtour GmbH (Auftragsproduktion))